# Satoshi Ōkura
Satoshi Ōkura (jap. 大倉 智, Ōkura Satoshi; * 22. Mai 1969 in der Präfektur Tokio) ist ein ehemaliger japanischer Fußballspieler.

## Karriere
Ōkura erlernte das Fußballspielen in der Schulmannschaft der Gyosei High School und der Universitätsmannschaft der Waseda-Universität. Seinen ersten Vertrag unterschrieb er 1992 bei Hitachi (heute: Kashiwa Reysol). Der Verein spielte in der zweithöchsten Liga des Landes, der Japan Football League. 1994 wurde er mit dem Verein Vizemeister der Japan Football League und stieg in die J1 League auf. Für den Verein absolvierte er 35 Spiele. 1996 wechselte er zum Ligakonkurrenten Júbilo Iwata. 1997 wechselte er zum Zweitligisten Brummell Sendai. Danach spielte er in den USA bei den Jacksonville Cyclones. Ende 1998 beendete er seine Karriere als Fußballspieler.